# Range Murata

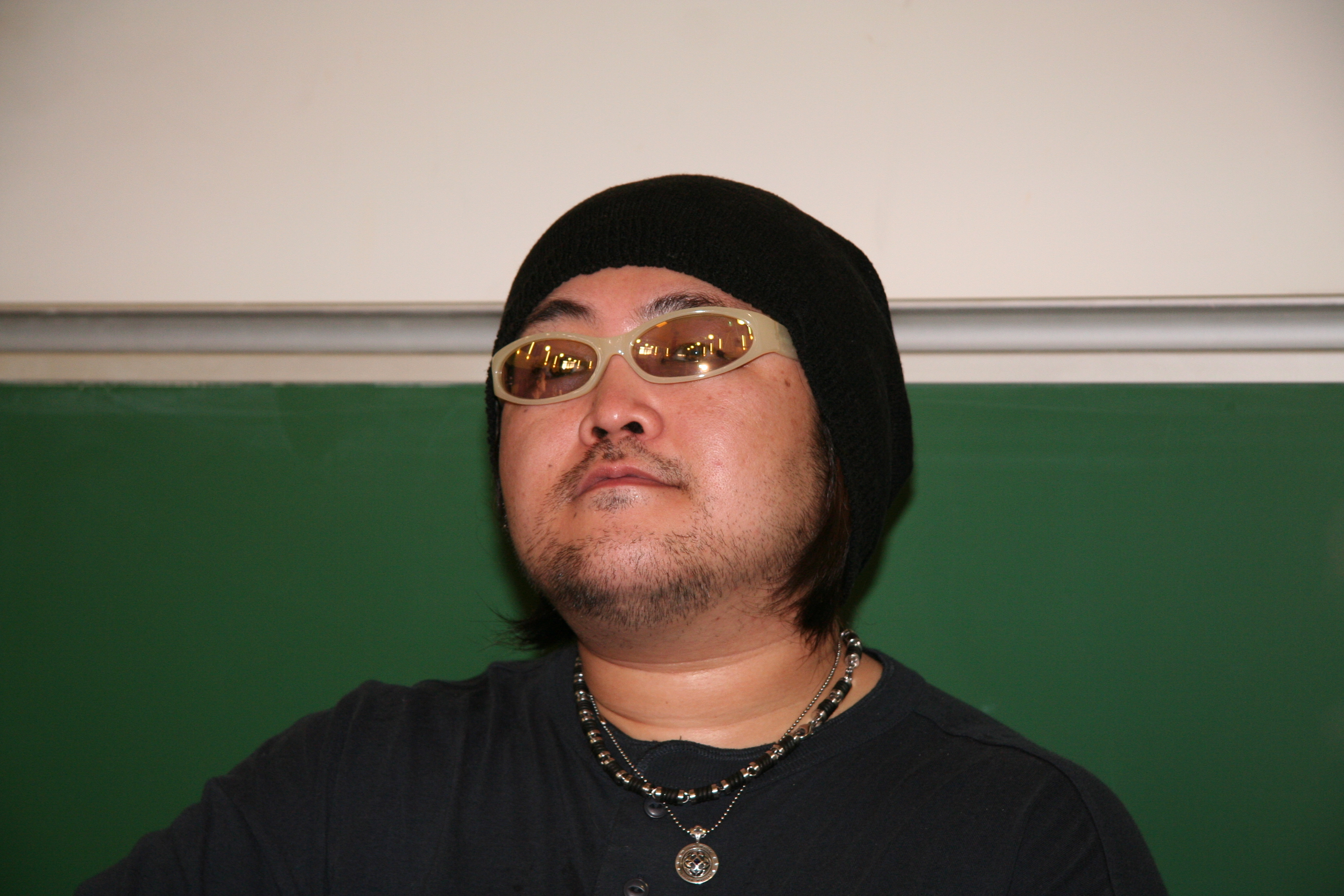
Range Murata (2008)

Renji „Range“ Murata (jap. 村田 蓮爾, Murata Renji; * 2. Oktober 1968 in der Präfektur Osaka) ist ein japanischer Illustrator und Designer, bekannt für seine Kombination von Art déco und japanischen Anime-Elementen. Er erlangte große Bekanntheit durch die konzeptionelle Gestaltung bei den Animeserien Last Exile und Blue Submarine No.6.
Er begann seine Karriere in den frühen 1990er Jahren mit dem Design für Videospiele-Produktionen.
Er veröffentlichte mehr als ein Dutzend Bücher, einige der Angesehensten sind rule, futurhythm, sowie als Herausgeber robot. Außerdem bekam er 2006 den Seiun-Preis in der Kategorie „Bester Künstler des Jahres“.

## Arbeiten
Murata illustriert die Cover des Manga-Magazins JC.COM.

### Anime
- Blue Submarine No.6: Charakterdesign und Design der mechanischen Elemente
- Last Exile: konzeptionelles Charakterdesign
- Mardock Scramble: Charakterdesign
- Second Renaissance: Design der mechanischen Elemente des ersten Teils
- Solty Rei: konzeptionelles Design
- Table and Fishman: Design
- Shangri-La: Charakterdesign
- Last Exile: Ginjoku no Fam: Charakterdesign

### Videospiele
- Die Power-Instinct-Serie (orig. Titel: Goketsuji Ichizoku)
- Spy Fiction
- Wachenröder

### Gedruckte Werke
- Artbooks
  - Like a Balance Life
  - futurhythm
  - Form|Code
  - robot als Herausgeber
- Dōjinshi
  - Racten
  - Futsutsuka
  - TEMPAO
  - Wildflowers
  - Life Like Biew
  - Concurrence
  - Marion and Company Special Remix 1997
  - World of Wachenröder
  - The Missing Special Remix 1998
  - Fault Lines
  - azure: Blue Submarine No. 6 Character Filegraphy
  - SPHERES: 1st LASTEXILE Character Filegraphy
  - SPHERES: 2nd LASTEXILE Character Filegraphy
  - SPHERES+
  - SPHERES Pre ++
  - SPHERES++
  - Synchrotone
- Romane
  - Shingeki no Kyojin: Kakuzetsu Toshi no Joō (Autor: Ryō Kawakami)